# Daniel Marco Varela
Daniel Marco Varela (12 de marzo de 1980) es un cantante y guitarrista español de rock y pop-rock, principalmente conocido por ser el líder del grupo de Despistaos. Ejerció como solista aunque actualmente sigue siendo el líder del grupo de Despistaos con nuevos cambios en el grupo.

## Biografía
Nacido un 12 de marzo en Madrid, Daniel, quien utiliza <<Dani>>, <<Dani Marco>> o <<Dani Despistaos>> como nombres artísticos,  vivió en Alcalá de Henares hasta la edad de catorce años, momento en el que se trasladó con su familia a Torrejón del Rey, Guadalajara. Allí estudió un Ciclo Formativo de Grado Superior de Audiovisuales y espectáculos.
Las aptitudes musicales de Daniel ya eran notables en su más tierna infancia, y eran fácilmente apreciables al verle jugando con familiares cercanos como su hermano o su prima a ser estrellas del rock y a simular que cantaban para el mayor público que podían imaginar mientras ponían audios y videos de sus artistas favoritos. Sin embargo, la faceta musical de Daniel comenzó a desarrollarse plenamente cuando alcanzó la edad de quince años, momento en el que empezó a escribir canciones y a tocar la guitarra. En realidad, Daniel nunca tuvo deseos de ser un prodigioso guitarrista, pero veía la guitarra como un recurso de gran utilidad para poder acompañar sus canciones y poder hacer así que llegasen mejor a los demás.
Dos años más tarde de empezar a tocar la guitarra fue cuando pasó a formar parte de la orquesta Tifón, en la que estuvo aproximadamente cinco años. Tras su permanencia en esta orquesta estuvo un año en la orquesta Neon Band, y posteriormente fue durante dos años integrante de la orquesta Zero. Allí fue donde coincidió con <<Isma>>, el actual bajista de <<Despistaos>>. Isma trabajaba en la orquesta Zero como técnico de luces, y fue mientras trabajaba con Daniel cuando decidieron montar el grupo <<Despistaos>>. Tras este momento, Daniel se dedicó exclusivamente a su nuevo grupo, pero recientemente compagina su labor como cantante y guitarrista con la elaboración de videoclips como productor miembro de la compañía Peloti Productions, compañía que ha producido alguno de los videos de Despistaos y videos de cantantes como María Villalón.
Sin embargo, no todo en la vida de Daniel se cierne al ámbito musical. Como todo miembro de una familia de clase media, tuvo que desempeñar oficios de varios tipos, como pudo ser el de camionero o como técnico audiovisual en el programa Cifras y Letras. Esto es algo admirable, dado que para poder cumplir su sueño no dudó en combinar con esfuerzo las duras jornadas laborales de este tipo de oficios con la preparación de maquetas y conciertos y todo el tiempo previo a los mismos que éstos requieren.

### Daniel en Despistaos
Daniel recuerda sus inicios musicales con cierta nostalgia. Fueron unos inicios inocentes, en los que Daniel tocaba por diversión y no solía recibir nada a cambio de su música. Pero poco a poco su hobby fue creciendo y, cuando empezó a ganar dinero, en un arrebato de locura decidió formar <<Despistaos>> junto a <<Isma>>. Esto era algo muy arriesgado, dado que en el momento en que la orquesta Zero empezaba a afianzarse y ellos empezaban a ganar dinero, decidieron iniciar un nuevo proyecto que, como todos, inicialmente suponía inversiones y pérdidas en el ámbito económico. Cabe destacar que el nombre de Despistaos fue algo que inicialmente resultó polémico, dado que, aunque Daniel no recuerda el por qué se puso este nombre al grupo, sí recuerda que algunas emisoras lo rechazaban por el nombre del mismo.
<<Despistaos era volver a invertir y empezar otra vez de cero>> (Daniel Marco Varela)
Inicialmente, Despistaos preparó una maqueta. Poco tiempo después se unió <<More>>, el actual intérprete de guitarra rítmica. En ese momento ninguno de ellos era el prototipo perfecto de músico profesional, pero les unía su pasión por la música, con la que empezaron a viajar, a ir a conciertos, visitar grupos y a crecer musicalmente. 

### Preparación y lanzamiento del primer disco
Tras grabar la maqueta, Despistaos estaba algo desorientado. No sabía muy bien qué hacer para poder dar a conocer las canciones que habían preparado, y acabaron encontrando la solución en internet. Entre More, que era programador informático, y los conocimientos de Daniel como diseñador de páginas web, se creó la página despistaos.com, donde las canciones de la maqueta quedaron a disposición de los internautas. Poco después, vieron que el grupo <<Canallas>> estaba buscando grupos con los que formar una compañía de discos. Despistaos se animó a ir a un concierto suyo y entregarles la maqueta. Al día siguiente, Michel Molinera, actual Road Manager de María Villalón les llamó para hacerles el contrato, y un mes después, con un batería incorporado al grupo, estaban grabando su primer disco.

### Continuación de la carrera musical del grupo. Discografía de Despistaos
Sin embargo, este disco les dio pocas facilidades. La compañía con la que grabaron el disco se desvaneció un mes después de la grabación, y ellos tuvieron que encargarse de toda la promoción por sí mismos. Esto inicialmente resultó muy duro, ya que ninguna radio comercial les apoyaba, alegando en algunos casos motivos como que no les gustase la portada o el nombre del grupo. Sin embargo, llegaron a hacer con el primer disco cerca de 100 conciertos, conciertos buscados con mucho esfuerzo y con el apoyo de algunas webs como manerasdevivir.com, rockthunder.net, o irsonoro.com; y con el apoyo de revistas como Heavyrock o Metal hammer. Gracias a este apoyo, el grupo llegó a crecer hasta el punto de tocar en festivales como ViñaRock, con un público que rondaba las ochenta mil personas. 
A pesar de todas las dificultades que dio el primer disco, el segundo disco sí abrió al grupo muchas más puertas, llegando a sonar en emisoras como Los 40 Principales. Gracias a ello han conseguido algo que pocos grupos han logrado: salir en revistas como la de Los 40 principales o revistas como <<Vale>>, <<Superpop>> y <<Loka>>, y a la vez salir en revistas como <<Heavyrock>>, <<Metalhammer>>, y otras revistas de rock y heavy, cosa que actualmente siguen haciendo.  No obstante, con este segundo disco muchos seguidores se sintieron defraudados con el cambio de estilo, cambio que Daniel atribuye a tres causas principales: En primer lugar, el nuevo contrato discográfico permitió que el grupo tuviera acceso a mayores profesionales que les dijeran cómo sonar mejor, pudiendo ser este uno de los motivos de cambio. Otro de los motivos a atribuir es que el mayor virtuosismo técnico de los intérpretes les permitió usar recursos que todo el público no tenía por qué aprobar. Por último, como pasa con muchos grupos, los discos que salen después del primero parecen inferiores al mismo. La mezcla de estos tres elementos pudo disgustar alguno de los seguidores.

## Discografía

### ConDespistaos
- Despistaos - 2003
- ¿Y a ti qué te importa? - 2004
- Lejos (2006)
- Vivir al revés - 2007
- Lo que hemos vivido (Recopilatorio) - 2008
- Cuando empieza lo mejor - 2010
- Los días contados - 2012
- Las cosas en su sitio - 2013
- Estamos enteros - 2019
- Ilusionismo - 2022

### Como solista
- Tu acababas de venir de un viaje en el tiempo (EP) - 2014

- Datos: Q5798516